# Qafë-Mali
Qafë Mali là một xã trong quận Pukë thuộc hạt Shkodër, Albania. Dân số năm 2005 là 3715 người.